# Tihingan
Tihingan is een bestuurslaag in het regentschap Klungkung van de provincie Bali, Indonesië. Tihingan telt 3574 inwoners (volkstelling 2010).